# Guglielmo di Magonza
Guglielmo di Magonza (929 – Rottleberode, 2 marzo 968) fu arcivescovo di Magonza dal 17 dicembre 954 alla morte.

## Biografia
Era il figlio dell'allora sedicenne e futuro imperatore Ottone I il Grande e di una nobile prigioniera veneda (slavi occidentali che vivevano vicino al confine tedesco). Il nome della madre è sconosciuto, ma è stata avanzata l'ipotesi che fosse sorella del principe degli Evelli Tugumir; a loro volta, essi forse avevano come sorella o zia Drahomíra di Stodor, madre di Venceslao di Boemia.
Il 17 dicembre 954 Guglielmo fu nominato arcivescovo di Magonza in seguito alla morte dell'arcivescovo ribelle Federico. Guglielmo ricevette la conferma da papa Agapito II e anche il titolo di vicario apostolico di Germania, un titolo che rese gli arcivescovi di Magonza rappresentanti del papa in Germania e concesse all'arcidiocesi di Magonza il titolo di Santa Sede. Da suo padre Guglielmo ricevette anche il titolo di "Cappellano dell'Impero".
Riportò il corpo del fratellastro Liudolfo di Svevia, morto a Pombia, in Germania seppellendolo nell'abbazia di Sant'Albano. Fu un tutore del fratellastro Ottone II assieme al margravio Odo I.
Guglielmo morì a Rottleberode nel 968 e fu sepolto nell'abbazia di Sant'Albano a Magonza.

## Ascendenza
|                       |   |                         | Genitori            |  |  | Nonni |  |  | Bisnonni             |  |  | Trisnonni            |  |
|                       |   |                         |                     |  |  |       |  |  | Ottone I di Sassonia |  |  | Liudolfo di Sassonia |  |
|                       |   |                         |                     |  |  |       |  |  | Ottone I di Sassonia |  |  | Liudolfo di Sassonia |  |
|                       |   | Oda di Billung          |                     |  |  |       |  |  | Ottone I di Sassonia |  |  |                      |  |
| Enrico I di Sassonia  |   |                         |                     |  |  |       |  |  | Ottone I di Sassonia |  |  |                      |  |
|                       |   | Edvige di Babenberg     | Enrico di Franconia |  |  |       |  |  |                      |  |  |                      |  |
|                       |   | Edvige di Babenberg     | Enrico di Franconia |  |  |       |  |  |                      |  |  |                      |  |
|                       |   | Edvige di Babenberg     | Ingeltrude          |  |  |       |  |  |                      |  |  |                      |  |
| Ottone I di Sassonia  |   | Edvige di Babenberg     |                     |  |  |       |  |  |                      |  |  |                      |  |
|                       |   | Teodorico di Ringelheim | Reginhart           |  |  |       |  |  |                      |  |  |                      |  |
|                       |   | Teodorico di Ringelheim | Reginhart           |  |  |       |  |  |                      |  |  |                      |  |
|                       |   | Teodorico di Ringelheim | Matilda             |  |  |       |  |  |                      |  |  |                      |  |
| Matilde di Ringelheim |   | Teodorico di Ringelheim |                     |  |  |       |  |  |                      |  |  |                      |  |
|                       |   | Rinilde di Frisia       | Godefrid di Frisia  |  |  |       |  |  |                      |  |  |                      |  |
|                       |   | Rinilde di Frisia       | Godefrid di Frisia  |  |  |       |  |  |                      |  |  |                      |  |
|                       |   | Rinilde di Frisia       | …                   |  |  |       |  |  |                      |  |  |                      |  |
| Guglielmo di Magonza  |   | Rinilde di Frisia       |                     |  |  |       |  |  |                      |  |  |                      |  |
|                       | … | …                       |                     |  |  |       |  |  |                      |  |  |                      |  |
|                       | … | …                       |                     |  |  |       |  |  |                      |  |  |                      |  |
|                       | … | …                       |                     |  |  |       |  |  |                      |  |  |                      |  |
| …                     | … |                         |                     |  |  |       |  |  |                      |  |  |                      |  |
|                       |   | …                       | …                   |  |  |       |  |  |                      |  |  |                      |  |
|                       |   | …                       | …                   |  |  |       |  |  |                      |  |  |                      |  |
|                       |   | …                       | …                   |  |  |       |  |  |                      |  |  |                      |  |
| …                     |   | …                       |                     |  |  |       |  |  |                      |  |  |                      |  |
|                       |   | …                       | …                   |  |  |       |  |  |                      |  |  |                      |  |
|                       |   | …                       | …                   |  |  |       |  |  |                      |  |  |                      |  |
|                       |   | …                       | …                   |  |  |       |  |  |                      |  |  |                      |  |
| …                     |   | …                       |                     |  |  |       |  |  |                      |  |  |                      |  |
|                       |   | …                       | …                   |  |  |       |  |  |                      |  |  |                      |  |
|                       |   | …                       | …                   |  |  |       |  |  |                      |  |  |                      |  |
|                       |   | …                       | …                   |  |  |       |  |  |                      |  |  |                      |  |
|                       |   | …                       |                     |  |  |       |  |  |                      |  |  |                      |  |